# Orthonama molarum
Orthonama molarum là một loài bướm đêm trong họ Geometridae.